# Manta, Ecuador
Manta är en ort i Ecuador. Den är belägen i provinsen Manabí, i den västra delen av landet, 260 km väster om huvudstaden Quito. Manta är beläget 23 meter över havet och antalet invånare är 183 166.
Terrängen runt Manta är huvudsakligen platt, men åt sydväst är den kuperad. Havet är nära Manta norrut. Runt Manta är det ganska tätbefolkat, med 62 invånare per kvadratkilometer. Manta är det största samhället i trakten. Trakten runt Manta består till största delen av jordbruksmark.
Savannklimat råder i trakten. Årsmedeltemperaturen i trakten är 23 °C. Den varmaste månaden är november, då medeltemperaturen är 24 °C, och den kallaste är februari, med 22 °C. Genomsnittlig årsnederbörd är 927 millimeter. Den regnigaste månaden är mars, med i genomsnitt 270 mm nederbörd, och den torraste är augusti, med 1 mm nederbörd.